# Anne Charles François de Montmorency
Pour les articles homonymes, voir Maison de Montmorency.
 (décembre 2019).
Si vous disposez d'ouvrages ou d'articles de référence ou si vous connaissez des sites web de qualité traitant du thème abordé ici, merci de compléter l'article en donnant les références utiles à sa vérifiabilité et en les liant à la section « Notes et références ».
Anne Charles François de Montmorency, 4e duc de Montmorency et premier baron chrétien (Paris, 13 juillet 1768 - Paris, 25 mai 1846) est un homme politique et militaire français.

## Biographie

### Vie privée
Anne Charles François de Montmorency est né à l'hôtel de Montmorency à Paris, il est le premier des six enfants d'Anne-Léon de Montmorency et de son épouse, Charlotte de Montmorency-Luxembourg.
Issu de la prestigieuse maison de Montmorency, son père, Anne-Léon de Montmorency, relève jure uxoris en 1767 le titre de duc de Montmorency. Charles de Montmorency a trois frères et une deux sœurs : Christian (1769-1844), Élisabeth (1771-1828), Thibaut (1773-1818), Pulchérie (1776-1863) et Louis (1782-1814).

### Vie publique
Il fait ses débuts dans l'armée en 1785, au régiment colonel général de dragons.
La Révolution française l'amène à émigrer, mais il se hâte de rentrer en France dès que Bonaparte en ouvre la possibilité à ceux qui s'étaient exilés. En 1813, il est nommé au commandement de la garde nationale d'Eure-et-Loir. En 1814, lors de la campagne de France, l'empereur l'attache à l'état-major de la garde nationale de Paris, comme l'un des quatre aides-majors généraux, sous les ordres du maréchal Moncey. Le maréchal Moncey ayant été rappelé précipitamment auprès de l'empereur, et les trois autres majors généraux ayant reçu en même temps une autre destination, il se trouve seul investi du commandement et chargé de défendre la capitale face à des armées étrangères considérablement supérieures en nombre aux troupes françaises.
À partir de 1815, le duc de Montmorency partage sa vie entre la ville et la campagne. Il fait partie du conseil général d'Eure-et-Loir de 1822 à 1836.

## Famille

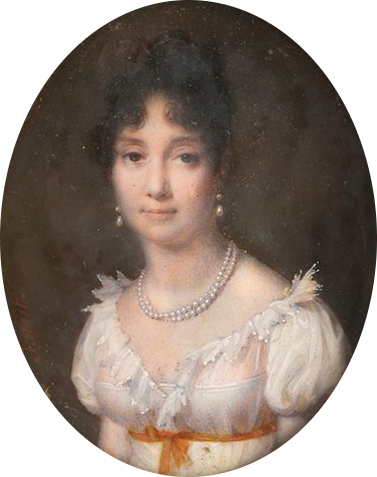
Daniel Saint, Anne Louise Caroline Goyon de Matignon, duchesse de Montmorency, miniature

Il épouse, le 2 juin 1788, Anne Louise Caroline Goyon de Matignon (1774-1846), fille de Louis Charles Auguste Goyon de Matignon et d'Angélique Élisabeth Le Tonnelier de Breteuil. Ils ont trois enfants.
- Anne Louis Raoul Victor de Montmorency-Fosseux, 5e duc de Montmorency (14 décembre 1790 - 18 août 1862) épouse Euphémie Théodora Valentine de Harchies (20 juin 1788 - 21 septembre 1850), sans descendance ;
- Anne Élisabeth Laurence de Montmorency-Fosseux (7 avril 1802 - 14 octobre 1860) épouse Théodore de Bauffremont, prince de Bauffremont (22 décembre 1793 - 22 janvier 1853), dont descendance ;
- Alix Anne Louise Charlotte de Montmorency-Fosseux (13 octobre 1810 - 13 décembre 1858) épouse Napoléon-Louis de Talleyrand-Périgord, 3e duc de Talleyrand (12 mars 1811 - 21 mars 1898), dont descendance.

## Distinctions

### Décorations françaises
- Grand officier de la Légion d'honneur (décret du 28 avril 1843)[1].
  -  Commandeur de la Légion d'honneur (décret du 30 avril 1836)
  -  Officier de la Légion d'honneur (décret du 19 août 1823)
  -  Chevalier de la Légion d'honneur (décret du 7 octobre 1814)
- Chevalier de l'Ordre royal et militaire de Saint-Louis (27 juin 1814)